# Péninsule de Bergen
La péninsule de Bergen est une péninsule du comté de Vestland, en Norvège.
La ville de Bergen, la deuxième plus grande ville de Norvège, est située sur la péninsule. La péninsule s'étend du continent et est entourée des fjords suivants : Samnangerfjorden, Bjørnafjorden, Fusafjorden, Raunefjorden, Byfjorden, Salhusfjorden (en) et Sørfjorden. La péninsule est reliée au reste de la Norvège continentale par une étroite bande de terre de 6,5 kilomètres de large entre les villages de Trengereid (en) et d'Årland. La municipalité de Bergen s'étend sur 465 kilomètres carrés, environ 140 kilomètres carrés de la municipalité de Bjørnafjorden et environ 50 kilomètres carrés de la municipalité de Samnanger sont tous situés sur la péninsule. Le point culminant est la montagne de Gullfjellet, haute de 987 mètres,.

## Géographie
La principale région montagneuse de la péninsule est le Gullfjellet. Un certain nombre de sommets inférieurs se trouvent sur le massif de Gullfjellet ou sont reliés à celui-ci. Un autre plateau montagneux important, Ulriken - Vidden - Rundemanen, se trouve juste à l'est du centre-ville de Bergen. Le Sveningen (en) est un autre massif au sud de Gullfjellet, limitrophe des communes de Samnanger et de Os. De plus, un certain nombre de petites montagnes et de collines forestières sont dispersées dans la péninsule.

## Infrastructures
La péninsule de Bergen compte de nombreuses routes et autoroutes. Les deux autoroutes principales sont la route européenne E16 reliant la ville de Bergen à l'est et la route européenne E39 traversant la ville de Bergen du nord au sud. Le pont Nordhordland sur l'autoroute E39 relie la péninsule de Bergen aux îles et au continent au nord. Il existe des liaisons ferroviaires comme la ligne de Bergen qui traverse la montagne Ulriken jusqu'à Arna depuis le centre-ville de Bergen, puis jusqu'à Oslo. Auparavant, il y avait une ligne de chemin de fer reliant Nesttun (en) et Os. L'aéroport de Bergen, Flesland, situé sur la rive sud-ouest de la péninsule, dispose de liaisons aériennes vers d'autres aéroports de Norvège ainsi que d'Europe et d'Asie. Cet aéroport sert d'aéroport principal à près de 600 000 personnes et comptait cinq millions de passagers en 2008.